# Parque nacional Dovre
El parque nacional Dovre es un parque nacional de Noruega establecido en 2003 en el condado de Innlandet. Dovre cubre un área de 289 km², y la altitud varía entre los bosques que se encuentran alrededor de 1000 metros, y el pico máximo, de 1716 metros (Pico Folkstuhøe).
El parque se encuentra entre los dos parques más grandes y antiguos, el parque nacional Rondane y el Dovrefjell-Sunndalsfjella. Su apertura fue parte de la ampliación del  de Rondane, cuando dicho parque fue ampliado en 2003, y se expandieron las áreas más pequeñas de protección de la naturaleza.
- Datos: Q1252987